# Solanum thorelii
Solanum thorelii är en potatisväxtart som beskrevs av Bonati. Solanum thorelii ingår i släktet skattor som ingår i familjen potatisväxter. Inga underarter finns listade i Catalogue of Life.